# 143 Dywizja Strzelecka (ZSRR)
143 Dywizja Strzelecka (ros. 143-я стрелковая дивизия) – związek taktyczny (dywizja) Armii Czerwonej.

## Formowanie i walki
Sformowana we wrześniu 1939, w Nowozybkowie z rozszerzenia 98 pułku strzelców. Uczestniczyła w agresji na Polskę w składzie 4 Armii, a w czerwcu 1940 roku w zajęciu Litwy.
Po niemieckiej agresji broniła się pod Baranowiczami i nad rzeką Desną. W 1943 walczyła w obwodzie orłowskim. W latach 1944–1945 wyzwalała: Siedlce, Wołomin, Wałcz i Pyrzyce, forsowała Odrę. Wojnę zakończyła w Rathenowie, spotykając się z oddziałami brytyjsko-amerykańskimi.

## Struktura organizacyjna
W 1939
- dowództwo i sztab
- 487 pułk strzelecki
- 635 pułk strzelecki
- 800 pułk strzelecki
- 287 pułk artylerii
- 490 pułk artylerii haubic
- 489 samodzielny batalion czołgów
- 186 dywizjon przeciwpancerny
- 166 dywizjon artylerii przeciwlotniczej
- 135 batalion rozpoznawczy
- 209 batalion saperów
- 165 batalion łączności
- 206 batalion medyczno-sanitarny
- 154 batalion transportowy
- 203 kompania chemiczna

## Dowódcy dywizji
- płk Siergiej Orłow (był w 1939)[2]